# Норт-Бранч (Міннесота)
Норт-Бранч (англ. North Branch) — місто (англ. city) в США, в окрузі Чисаго штату Міннесота. Населення — 10 787 осіб (2020).

## Географія
Норт-Бранч розташований за координатами 45°30′39″ пн. ш. 92°56′39″ зх. д. / 45.51083° пн. ш. 92.94417° зх. д. (45.510939, -92.944286).  За даними Бюро перепису населення США в 2010 році місто мало площу 93,35 км², з яких 92,21 км² — суходіл та 1,13 км² — водойми.

## Демографія
Згідно з переписом 2010 року, у місті мешкало 10 125 осіб у 3604 домогосподарствах у складі 2591 родини. Густота населення становила 108 осіб/км².  Було 3767 помешкань (40/км²).
Расовий склад населення:
| - 96,6 % — білих - 0,8 % — азіатів - 0,5 % — чорних або афроамериканців - 0,4 % — корінних американців |

До двох чи більше рас належало 1,3 %. Частка іспаномовних становила 1,9 % від усіх жителів.
За віковим діапазоном населення розподілялося таким чином: 29,3 % — особи молодші 18 років, 60,4 % — особи у віці 18—64 років, 10,3 % — особи у віці 65 років та старші. Медіана віку мешканця становила 34,3 року. На 100 осіб жіночої статі у місті припадало 99,4 чоловіків;  на 100 жінок у віці від 18 років та старших — 98,4 чоловіків також старших 18 років.
Середній дохід на одне домашнє господарство  становив 71 264 долари США (медіана — 67 122), а середній дохід на одну сім'ю — 80 567 доларів (медіана — 75 872). Медіана доходів становила 56 603 долари для чоловіків та 36 514 долари для жінок. За межею бідності перебувало 6,4 % осіб, у тому числі 2,9 % дітей у віці до 18 років та 9,4 % осіб у віці 65 років та старших.
Цивільне працевлаштоване населення становило 5264 особи. Основні галузі зайнятості: освіта, охорона здоров'я та соціальна допомога — 24,5 %, виробництво — 15,4 %, будівництво — 10,9 %, роздрібна торгівля — 9,2 %.